# Chhâk Kâmpóng Saôm
Chhâk Kâmpóng Saôm är en vik i Kambodja. Den ligger i den sydvästra delen av landet, 200 km väster om huvudstaden Phnom Penh.